# Idaea plumbearia
Idaea plumbearia är en fjärilsart som beskrevs av Bang-haas 1907. Idaea plumbearia ingår i släktet Idaea och familjen mätare. Inga underarter finns listade i Catalogue of Life.